# Département de Guerou
Le département de Guerou est l'un des cinq départements, appelés officiellement moughataas, de la région de l'Assaba dans le sud de la Mauritanie. Guerou en est le chef-lieu.

## Géographie
Le département de Guerou est situé au centre-ouest dans la région d'Assaba et s'étend sur 3 600 km2.
Il est délimité au nord par le département de Moudjeria, à l'est par le département de Kiffa, à l'ouest par le département de Barkewol.

## Démographie
En 1988, l'ensemble de la population du département de Guerou regroupe un total de 24 866 habitants.
En 2000, le nombre d'habitants du département est de 31 480 (14 085 hommes et 17 395 femmes),.
Lors du dernier recensement de 2013, la population du département a augmenté à 44 870 habitants (20 666 hommes et 24 204 femmes), soit une croissance annuelle de 2,9 % depuis 2000,.

## Liste des communes
Le département de Guerou est constitué de quatre communes :
- El Ghayra
- Guerou
- Kamour
- Oudey Jrid